# مايك مونتجومري
مايك مونتجومري (بالإنجليزية: Mike Montgomery)‏ هو لاعب كرة قدم أمريكية أمريكي، ولد في 10 يوليو 1949 في ويتشيتا فولز في الولايات المتحدة.

## وصلات خارجية
- مايك مونتجومري على موقع مرجع كرة القدم المحترفة.كوم (الإنجليزية)